# Картервілл (Міссурі)
Картервілл (англ. Carterville) — місто (англ. city) в США, в окрузі Джеспер штату Міссурі. Населення — 1855 осіб (2020).

## Географія
Картервілл розташований за координатами 37°8′48″ пн. ш. 94°26′20″ зх. д. / 37.14667° пн. ш. 94.43889° зх. д. (37.146611, -94.438795).  За даними Бюро перепису населення США в 2010 році місто мало площу 6,74 км², уся площа — суходіл.

## Демографія
Згідно з переписом 2010 року, у місті мешкала 1891 особа в 712 домогосподарствах у складі 511 родини. Густота населення становила 281 особа/км².  Було 800 помешкань (119/км²).
Расовий склад населення:
| - 94,2 % — білих - 0,8 % — корінних американців - 0,4 % — чорних або афроамериканців - 0,4 % — азіатів - 2,1 % — осіб інших рас |

До двох чи більше рас належало 2,0 %. Частка іспаномовних становила 3,9 % від усіх жителів.
За віковим діапазоном населення розподілялося таким чином: 27,7 % — особи молодші 18 років, 60,9 % — особи у віці 18—64 років, 11,4 % — особи у віці 65 років та старші. Медіана віку мешканця становила 34,5 року. На 100 осіб жіночої статі у місті припадало 95,6 чоловіків;  на 100 жінок у віці від 18 років та старших — 93,5 чоловіків також старших 18 років.
Середній дохід на одне домашнє господарство  становив 41 553 долари США (медіана — 35 313), а середній дохід на одну сім'ю — 42 708 доларів (медіана — 36 830). Медіана доходів становила 30 661 долар для чоловіків та 26 563 долари для жінок. За межею бідності перебувало 25,3 % осіб, у тому числі 38,8 % дітей у віці до 18 років та 5,1 % осіб у віці 65 років та старших.
Цивільне працевлаштоване населення становило 796 осіб. Основні галузі зайнятості: освіта, охорона здоров'я та соціальна допомога — 20,0 %, виробництво — 17,8 %, роздрібна торгівля — 15,3 %.